# 肖登良
肖登良（1931年—2007年3月28日），四川省中江縣人，中國人民志願軍第45師135團2營6連通訊員，在韓戰進攻上甘嶺時曾與黃繼光及吳三羊擔任爆破美軍機槍巢的任務。他們也因此被譽為「上甘嶺三勇士」。